# Donald Crisp
Donald Crisp, född 27 juli 1882 i Bow, London, död 25 maj 1974 i Van Nuys, Kalifornien, var en brittisk skådespelare och filmregissör. Crisp filmdebuterade 1908 och medverkade i över 160 filmer fram till 1963. Han regisserade över 70 filmer fram till 1930, bland annat Buster Keatons Skepp Ohoj! År 1942 tilldelades Crisp en Oscar för bästa manliga biroll i filmen Jag minns min gröna dal.
Donald Crisp har en stjärna på Hollywood Walk of Fame för insatser inom film vid adressen 1628 Vine Street.

## Filmografi i urval

### Skådespelare
- 1914 – Home, Sweet Home
- 1915 – Nationens födelse (även regiassistent)
- 1919 – Broken Blossoms
- 1926 – Sjörövaren
- 1928 – The Viking
- 1929 – Söderhavets sång
- 1929 – Sherlock Holmes återkomst
- 1931 – Svengali
- 1934 – The Key
- 1936 – Maria Stuart
- 1938 – Skandalen kring Julie
- 1938 – Den mystiske doktor Clitterhouse
- 1939 – Elizabeth och Essex
- 1939 – Svindlande höjder
- 1940 – Mannen med järnnävarna
- 1940 – Mr Sarto gör razzia
- 1940 – Knute Rockne All American
- 1940 – Slaghöken
- 1940 – Doktor Ehrlich
- 1941 – Dr. Jekyll och Mr. Hyde
- 1941 – Jag minns min gröna dal
- 1941 – Shining Victory
- 1942 – Kvinnohjärtan på villovägar
- 1943 – Till nu och för evigt
- 1943 – Lassie på äventyr
- 1944 – De objudna
- 1944 – Över alla hinder
- 1945 – Lassies son
- 1945 – Domens dal
- 1948 – Lassie på nya äventyr
- 1950 – Brinnande guld
- 1955 – Mannen från Laramie
- 1958 – Det sista hurraropet
- 1960 – Pollyanna
- 1961 – Bobby Trofast

### Regissör
- 1916 – Kulturens offer
- 1917 – Kärlekskonsulenten
- 1917 – Olga från Volga
- 1918 – Äkta Manhattan
- 1918 – Kärlek på övertid
- 1918 – MacGinnis efterlyses
- 1919 – Alldeles som på bio
- 1919 – Grevar och baroner
- 1919 – Kärlekens försäkringsagent
- 1919 – Skandal till varje pris
- 1919 – Mackaronikungen
- 1919 – Annonsera
- 1919 – Klara skivan
- 1920 – Manhaterskan
- 1921 – Blått blod och rött
- 1923 – Ponjola
- 1924 – Skepp ohoj! (med Buster Keaton)
- 1925 – Don Q, Zorros son
- 1927 – Blixtrande klingor
- 1928 – Äventyraren (film, 1928)
- 1928 – Med polisen i hälarna